# Eqla
Pour les articles homonymes, voir ONA.
Cet article possède un paronyme, voir Éclat.
 (juin 2023).
Si vous disposez d'ouvrages ou d'articles de référence ou si vous connaissez des sites web de qualité traitant du thème abordé ici, merci de compléter l'article en donnant les références utiles à sa vérifiabilité et en les liant à la section « Notes et références ».
Eqla (anciennement Œuvre Nationale des Aveugles) est une ASBL fondée en Belgique en 1922.
Eqla vise à l’autonomie et à l’épanouissement des personnes déficientes visuelles (aveugles ou malvoyantes) et à leur pleine intégration/participation à la vie sociale.

## Historique

### Fondation
En 1922, Charles Vanden Bosch, devenu aveugle pendant la guerre 14-18 et mieux connu sous le nom de Père Agnello, fonde la « Caisse de Prêts et de Secours Professionnel aux Aveugles ».
Grâce aux fonds recueillis par l’ASBL, des prêts sont octroyés aux aveugles leur permettant ainsi de commencer une carrière professionnelle. Des ateliers de découpage de bois et de cannage de chaises se créent où les ouvriers aveugles apprennent à exercer les métiers de menuisiers, imprimeurs, accordeurs.
Parallèlement Typhlos, une société jouant le rôle d’intermédiaire entre les firmes et les aveugles initiés aux sciences commerciales, créée par Wilfried De Buck, lui-même devenu aveugle à l’âge de 34 ans, est créé. 
En 1925, ces deux asbl fusionnent pour devenir l’{{|"Œuvre Nationale des Aveugles de Belgique}} qui propose déjà à cette époque une bibliothèque spécialisée.
L’ONAB se fait de plus en plus connaître par le biais de colloques, de médias, de conférences mais aussi par la décision de créer un magazine : le VLL (Vers La Lumière).

### Installation à Schaerbeek

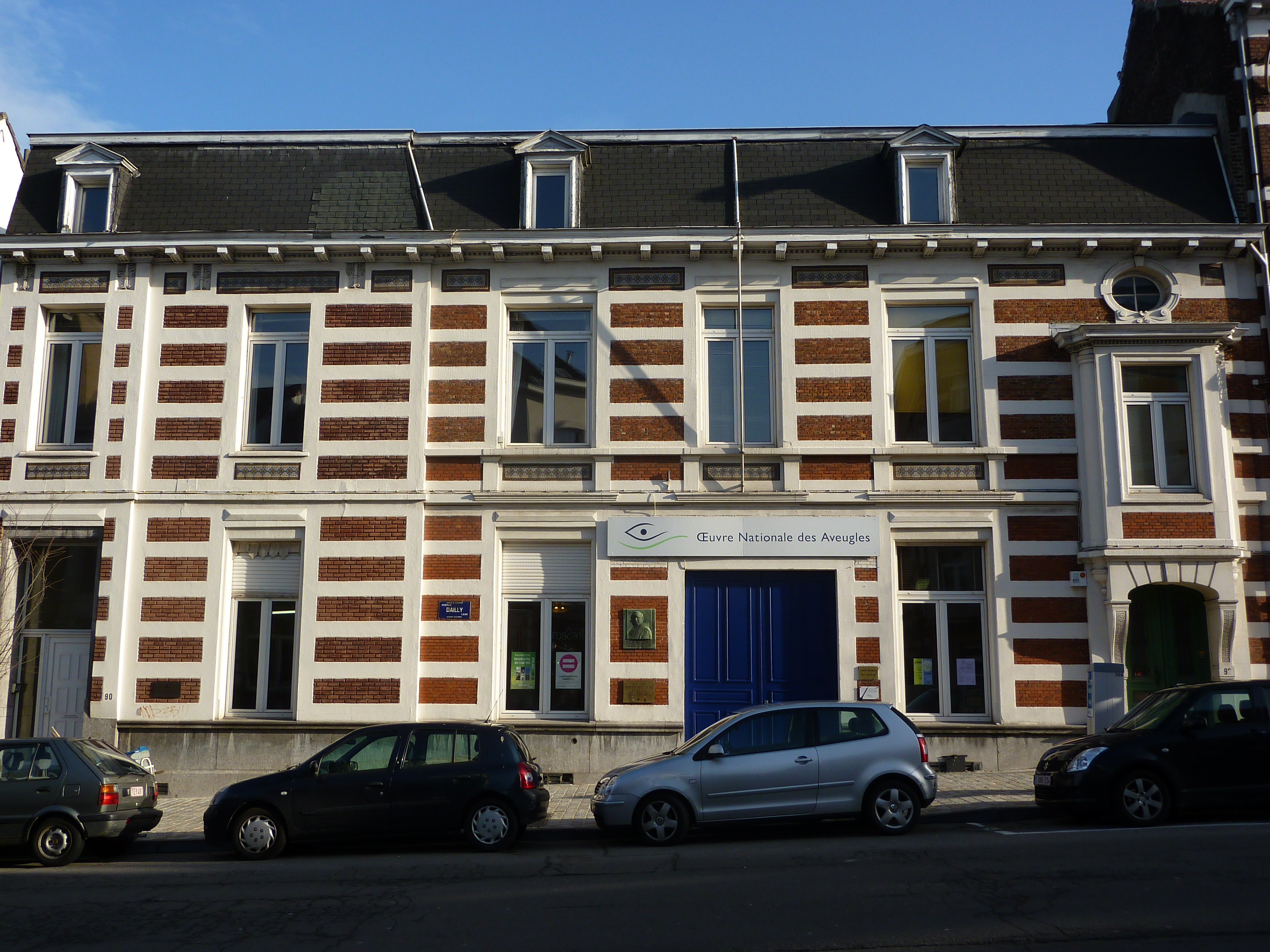
Schaerbeek - Avenue Dailly - Œuvre Nationale des Aveugles

En 1928, l’ONAB déménage pour aller s’installer à Schaerbeek au 90-92 avenue Dailly, dans l’immeuble qu’elle occupe toujours actuellement. 
Le Père Agnello continue sa mission et permet, grâce à l’ouverture d’une colonie de grand air de Huldenberg Duisburg d’accueillir des jeunes enfants aveugles. Quatre ans plus tard, il crée une école maternelle pour enfants aveugles à La Plante-lez-Namur. Ces deux écoles sont les seules institutions existantes donnant une éducation préscolaire aux enfants malvoyants. En 1935, lors de l’Exposition universelle de Bruxelles, l’ONA possède un pavillon où se déroulent la plupart des activités offrant la possibilité à des centaines d’ouvriers aveugles d’y travailler.

### ONAB devient ONA
En 1938, l’association se scinde : « Licht en Liefde » suit son propre chemin en Flandre. L’ONAB devient ONA.
Soupçonnés de résistance en 1942, le Père Agnello ainsi que plusieurs de ses collaborateurs sont arrêtés par la Gestapo. Incarcéré à la prison de Saint-Gilles, il arrive toutefois à correspondre en braille avec certains membres de l’ONA. On finit par apprendre sa mort dans les camps de Dachau en 1945, à l’âge de 62 ans.

### Après-Guerre
Dans les années d’après-guerre, l’ONA a continué son ascension en privilégiant l’autonomie, l’intégration et la pleine participation des déficients visuels à la vie sociale.
C’est en 1950 que la première assistante sociale de l’ONA intervient sur le terrain.
D’abord à Namur puis au Luxembourg, pour s’étendre vers d’autres provinces.
Les services et les activités de l’ONA apparaissent en 1955. Chaque antenne de l’ONA garde pour objectif la proximité qui reste un des attraits pour favoriser l’intégration et la lutte contre l’isolement.
En 1975, la bibliothèque offre un nouveau service : elle permet aux personnes aveugles et malvoyantes de se procurer des livres sur cassettes enregistrés par des volontaires dans ses propres studios d’enregistrement.
Depuis 1981, l’ONA est dotée d’un Centre de Transcription Adaptée qui possède des logiciels spécifiques capables de réaliser des supports en braille et en grands caractères. Le service s’emploie à transcrire les livres de la bibliothèque, les cours des étudiants ainsi que des publications et d’autres documents venant de l'extérieur.
En 1988, un service d’accompagnement scolaire est mis en place. Celui-ci permet aux élèves et aux étudiants aveugles ou malvoyants, de suivre des cours dans l’enseignement ordinaire.
En 1995 a lieu l’exposition « Dialogue dans le noir !» à bord d’une péniche faisant escale à Liège, Namur, Tournai, Charleroi, Bruges, Gand, Anvers, Hasselt; elle finit par jeter son ancre à Bruxelles. Cette expérience originale a beaucoup de succès ; plus de 40 000 visiteurs se plongent dans l’obscurité totale pour se confronter ainsi aux difficultés que les aveugles peuvent rencontrer dans leur vie quotidienne. Durant les années qui suivent, l’ONA poursuit son action de sensibilisation du grand public en montant les « Rencontres dans le Noir » dans divers endroits en Wallonie et à Bruxelles.
En 2001, un service de documentation est créé, permettant aux membres et à toutes les personnes intéressées d’obtenir des ouvrages appropriés comme des livres, des revues spécialisées, des travaux de fin d’études, des actes de colloques, des rapports, des brochures, des ressources électroniques… relatifs au handicap visuel et à ses différents aspects.
À l’automne de la même année, la ludothèque spéciale fait son entrée, offrant une large gamme de jeux adaptés pour petits et grands. Elle informe les écoles et les associations sur le handicap visuel par des animations ludiques.

### Déménagement de l'Avenue Dailly
Le 1er juillet 2014, le siège social bruxellois de l'Œuvre Nationale des Aveugles déménage. Depuis 1928 avenue Dailly, l'ONA s'établit au rez-de-chaussée d'un bâtiment du 34, Boulevard de la Woluwe, à Woluwe-Saint-Lambert.
Son nouveau siège social est officiellement inauguré le 10 juin 2015, en présence d'Olivier Maingain, bourgmestre de Woluwe-Saint-Lambert. 

### L'ONA change de nom et devient Eqla
Le 6 juin 2019, l'ONA change de nom pour devenir Eqla . Le mot Eqla s'inspire des mots éclat, équilibre et équité. C'est ainsi que le e du logo Eqla comprend trois accents représentant les cils d'un œil.

## Les services d'Eqla

### Le service d'accompagnement social
Pour informer, orienter, conseiller les personnes déficientes visuelles dans la vie quotidienne.

#### A Bruxelles
Agréé par le Service PHARE (Personne Handicapée Autonomie Recherchée) de la Cocof (Commission Communautaire française), pour les enfants en âge scolaire et les adultes.

#### En Wallonie
Agréé par l’AViQ pour l’accompagnement de personnes adultes et est reconnue en tant que service conseil en aide matérielle.

### Le service d'accompagnement scolaire
Pour un accompagnement des étudiants déficients visuels et une aide à bien vivre leur scolarité 
Ce service  s’adresse aux jeunes déficients visuels qui désirent poursuivre leur scolarité dans l’enseignement ordinaire.  Dans ce cadre, les services d'Eqla à Bruxelles et en Wallonie accompagnent ces jeunes dans leur parcours scolaire. Un accompagnateur scolaire fait le lien entre l’élève, les professeurs et les parents afin que l’intégration se déroule au mieux tant au niveau de l’apprentissage scolaire : le matériel adapté (logiciel d’agrandissement, bloc note braille, synthèse vocale, etc.), la transcription des notes de cours par le Centre de transcription d'Eqla, l’accompagnement de l’élève à des cours plus visuels (la géométrie …) que de l’intégration dans la classe (la sensibilisation des enseignants  et des élèves à la déficience visuelle) ou encore d’un soutien dans les difficultés rencontrées par les différents partenaires.

#### En Wallonie
Service d’intégration pour enfants : soutenir, accompagner et faire progresser.
Le service permet à des élèves et étudiants aveugles et malvoyants de suivre une scolarité ordinaire dans l'enseignement maternel, primaire et secondaire. Le service se prolonge par le service d'accompagnement pédagogique destiné aux élèves de l'enseignement supérieur non-universitaire.

#### À Bruxelles
Le service d’accompagnement agréé par le Service PHARE (Personne Handicapée Autonomie Recherchée) de la Cocof (Commission Communautaire française), a la mission d’aide à l’intégration scolaire, et permet ainsi à des élèves aveugles ou malvoyants de suivre une scolarité ordinaire dans l’enseignement maternel, primaire et secondaire.

### La bibliothèque spéciale
Pour emprunter des livres en braille, en grands caractères ou sur supports sonores (DAISY (livre audio)).

#### La bibliothèque met à disposition des petits et des grands
Des ouvrages de fiction : romans, poésie, théâtre, ...
Des documentaires: histoire, philosophie,sciences, ...
Des livres tactiles : albums, documentaires
Un choix de support : braille, grands caractères, CD Daisy

#### La bibliothèque propose des animations culturelles
Afin de remplir au mieux sa mission de promotion de la lecture, la bibliothèque organise régulièrement des activités en rapport avec la littérature et le livre :
- après-midi lecture
- lectures de contes
- rencontres d'auteurs
- clubs lecture
- et autres animations culturelles...

La bibliothèque spéciale est reconnue comme bibliothèque publique par la Fédération Wallonie-Bruxelles.

### La ludothèque spécialisée
Pour sentir, explorer, rencontrer, partager, sensibiliser, s'amuser, s'intégrer… par le jeu.
La ludothèque acquiert, adapte, crée et prête des jeux pour les personnes déficientes visuelles.  Elle organise aussi des séances de sensibilisation au handicap de la vue pour les condisciples des élèves en intégration scolaire suivi par notre service. La ludothèque anime également des ateliers de jeux dans les antennes.
La Ludothèque spécialisée d'Eqla reçoit le soutien de la Commission communautaire française.

### Le centre de transcription
Pour adapter des documents et les rendre accessibles aux personnes déficientes visuelles.
La transcription est l'ensemble des traitements à effectuer pour passer d'un document noir (imprimé) à un document en braille. 
L’adaptation vient en complément de la transcription. Elle a pour but de permettre l’exploitation du document (rendre une consigne accessible, un schéma…). Le braille est linéaire et le transcripteur doit faire des choix pour rendre le document accessible sans perdre l'information. 

### Le service formations
Eqla propose des formations, des sensibilisations et des animations sur la déficience visuelle dans les écoles, les entreprises et auprès des professionnels du secteur de l’accompagnement, de l’éducation, de l’horeca, des loisirs et de la culture. Avec, pour objectif, de former à accueillir et à accompagner de manière adéquate les personnes aveugles et malvoyantes. 
Les formatrices d’Eqla sont toujours accompagnées d’une personne déficiente visuelle et se déplacent dans toute la Fédération Wallonie-Bruxelles. 

#### Formations aux nouvelles technologies
Eqla propose aussi des formations collectives aux nouvelles technologies : les formations iPhone, les formations Windows et les clubs “nouvelles technologies”. Avec, pour objectif, d’apporter aux personnes déficientes visuelles une autonomie maximale dans l’utilisation de celles-ci.

#### Formations BlindCode
Depuis 2020, avec le soutien du Digital Belgium Skills Fund, Eqla organise également une formation professionnelle en codage – développement web et accessibilité – destinée aux personnes déficientes visuelles, nommée « BlindCode ». Une première en Belgique. En 2021, une deuxième formation a vu le jour en Wallonie, en partenariat avec Le Forem. Intitulée « BlindCode 4 Data », elle permet aux personnes aveugles et malvoyante de se former à l’analyse et à la gestion de données. 
À Bruxelles et en Wallonie, les formations BlindCode s’accompagnent systématiquement de stages en entreprise. Certains de ces stages ont déjà débouché sur des emplois.

### Le service loisirs
Pour l'organisation d'activités adaptées.
Le service organise, pour et avec les personnes déficientes visuelles, des animations, des visites culturelles, des moments de convivialité, des séjours, … 
Le service met également en place des partenariats culturels et de loisirs.

### Le centre de documentation
Pour se documenter sur la déficience visuelle.
Une grande collection de documents divers (livres, revues spécialisées, travaux de fin d’études, actes de colloques, rapports, brochures, ressources électroniques) relatifs au handicap visuel et ses différents aspects : législation, histoire, santé, psychologie, sociologie, éducation, vie quotidienne…

## Site officiel
Site d'Eqla